# Partia Liberalna (Chorwacja)
Partia Liberalna (chorw. Liberalna stranka, LS) – chorwacka partia polityczna o profilu liberalnym, istniejąca w latach 1998–2006.

## Historia
Ugrupowanie zawiązali 24 stycznia 1998 działacze Chorwackiej Partii Socjalliberalnej (HSLS) skupieni wokół Vlada Gotovaca, który kierował nim aż do śmierci. Partia brała dwukrotnie udział w wyborach do Zgromadzenia Chorwackiego – w 2000 w ramach koalicji skupionej wokół Chorwackiej Partii Chłopskiej i w 2003 w ramach koalicji skupionej wokół Socjaldemokratycznej Partii Chorwacji. Za każdym razem uzyskiwała dwa mandaty deputowanych. Ugrupowanie popierało rządy Ivicy Račana, w jego drugim gabinecie jego przedstawiciel kierował przez kilka miesięcy resortem środowiska. W 2004 z partii odszedł jej przywódca Ivo Banac, 11 lutego 2006 formacja przyłączyła się ponownie do HSLS i uległa rozwiązaniu.

## Przewodniczący
- 1998–2000: Vlado Gotovac
- 2000–2000: Božo Kovačević (p.o.)
- 2000–2003: Zlatko Kramarić
- 2003–2004: Ivo Banac
- 2004–2006: Zlatko Benašić[1]